# Franz von Winckler
Franz von Winckler (eigentlich Franciscus Winckler, seit 1840 von Winckler; * 4. August 1803 in Tarnau, Landkreis Frankenstein (Schlesien); † 6. August 1851) war ein deutscher Montanunternehmer in Oberschlesien. Auf ihn geht wesentlich die Entwicklung von Kattowitz zu einer Industriestadt zurück.

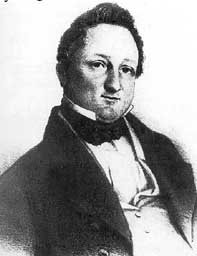
Franz von Winckler

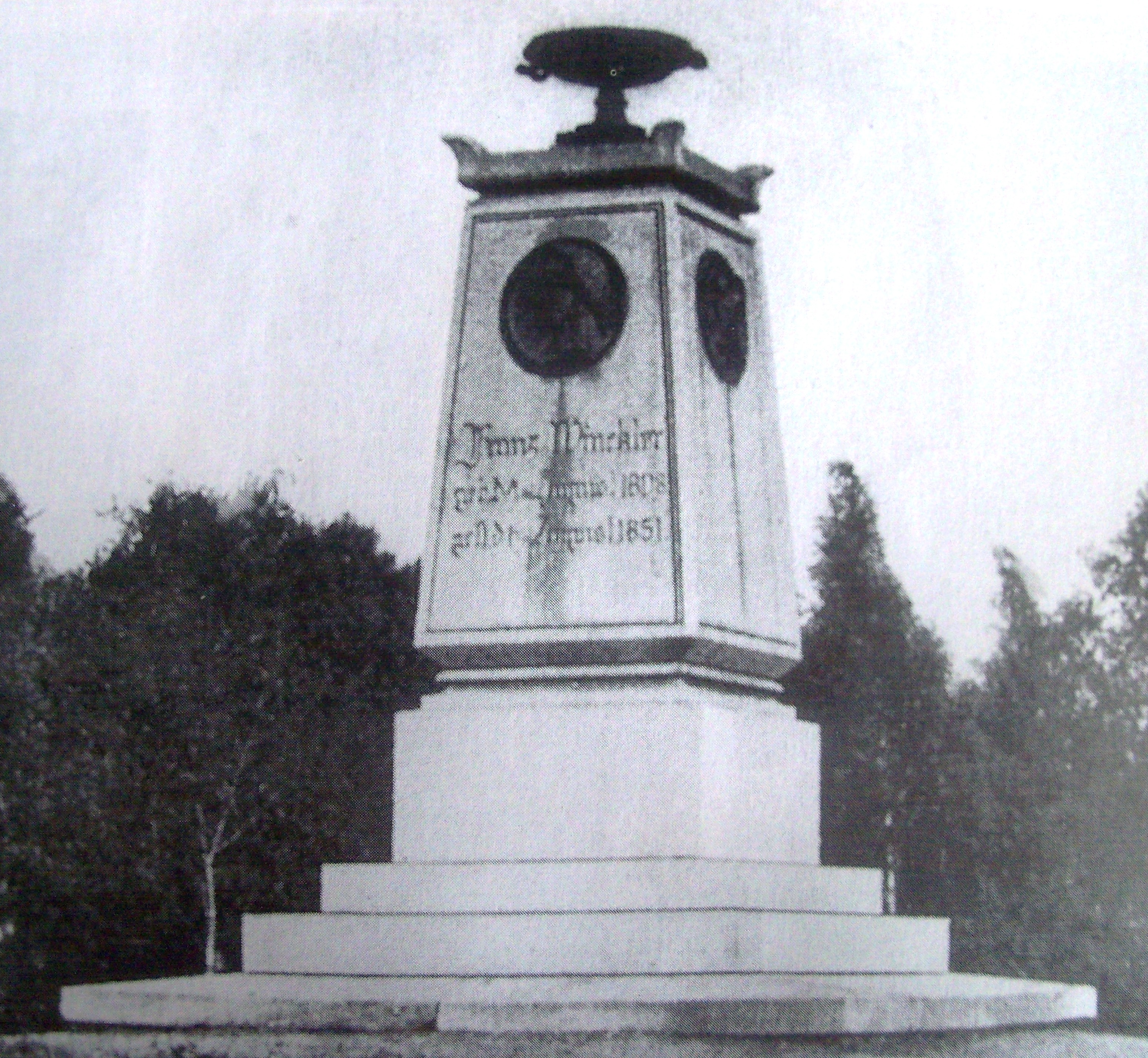
Winckler-Denkmal in Kattowitz

## Leben
Franz von Winckler begann seine erfolgreiche Laufbahn im Jahr 1818 als Bergmann in einem oberschlesischen Erzbergwerk. Seine Talente fielen auf und er besuchte mit Unterstützung des königlichen Bergamtes ab 1821 die Bergschule in Tarnowitz, bis diese nach dem Tod des Leiters aufgelöst wurde. Anschließend arbeitete er als Schichtleiter im Galmei-Bergwerk Maria bei Miechowitz bei Beuthen. Dessen Besitzer, Franz Freiherr von Aresin (ca. 1785–1831), machte ihn bald darauf zum Bergwerksleiter.
Nach dem Tod seines Arbeitgebers wurde Winckler von dessen kinderloser Witwe Maria Freifrau von Aresin (1789–1853)  zunächst zu ihrem Verwalter und Bevollmächtigten bestellt, 1832 heirateten sie. Sie wohnten auf Gut Miechowitz in einem im Renaissance-Stil erbauten Schloss, das Marias Vater Ignaz Domes 1816/17 für seine Tochter hatte errichten lassen.
Winckler war seit 1829 ebenfalls verwitwet gewesen, seine erste Ehefrau Alvine Kalide starb bereits drei Jahre nach der Hochzeit. Von den beiden Töchtern überlebte nur die am 26. August 1829 geborene Valeska.
Durch die Heirat kamen die von Winckler bereits verwalteten Güter und Unternehmen in seinen Besitz. Insbesondere nach einer Studienreise nach England baute Winckler die industriellen Betriebe aus. In den Jahren 1838 und 1839 erwarb das Ehepaar Winckler zusätzlich zu Miechowitz noch die Rittergüter Kattowitz und Myslowitz.
Durch verschiedene Prozesse erstritt das Ehepaar das Bergregal. Auch die Bergpolizei lag schließlich in der Hand der Familie Winckler, bis sie 1898 darauf verzichtete. Ohne wesentlichen staatlichen Eingriff konnte Winckler auf seinem Besitz Bergbau betreiben. Ein Vorteil für ihn war, dass Kattowitz auf maßgeblichen Einsatz von Winckler hin bereits 1846 an das Eisenbahnnetz angeschlossen wurde.
Von Winckler verfügte schließlich über acht Güter mit beträchtlichem Landbesitz, verschiedene Industrieunternehmen, Erzgruben und bedeutende Steinkohlegruben. Er besaß weiterhin 14 Galmei-Gruben und 69 Steinkohlefelder. Die Eisenerzgruben waren so ergiebig, dass sie bis in die 1860er Jahre hinein den Rohstoffbedarf der zwischen 1836 und 1838 errichteten fünf Eisenhütten decken konnten. Hinzu kamen sieben Zinkhütten. 1853 betrug der Anteil der Zinkhütten an der oberschlesischen Zinkhüttenproduktion 19,1 %. Das Unternehmen produzierte 110.000 Zentner Zink, 100.000 Zentner Roheisen und 40.000 Zentner Schmiedeeisen. Von Winckler beschäftigte etwa 4000 Arbeiter und Angestellte.
Damit gehörte die Familie von Winckler neben den Familien Hohenlohe, Henckel von Donnersmarck, Schaffgotsch und Ballestrem zu den bedeutendsten Bergbaumagnaten in Oberschlesien.
Als Bergwerks- und Hüttenwerksbesitzer sowie Gutsherr auf Miechowitz wurde Winckler durch A.KO. am 15. Oktober 1840 in Berlin mit Diplom vom 6. September 1854 in Putbus in den preußischen Adelsstand erhoben.
Langjähriger Mitarbeiter und Freund war Friedrich Wilhelm Grundmann, der diese Stellung auch nach dem Tod von Franz von Winckler (1851) und dessen zweiter Frau Maria (1853) behielt. Das Ehepaar wurde in der Gruft der Kapelle im Park Miechowitz beigesetzt.
Der Bildhauer Theodor Kalide (1801–1863) errichtete das Grab-Denkmal für Winkler, das im Jahr 1853 zur Ausführung kam (heute aber gänzlich verschwunden ist). Theodor Kalide war der Bruder von Franz von Wincklers erster Ehefrau und hatte von diesem zur Ausstattung seiner Besitzungen immer wieder Aufträge erhalten, z. B. auch den Auftrag für eine Skulptur aus Marmor, eine Bacchantin auf einem Panther.
Alleinerbin des riesigen Wincklerschen Vermögens war Valeska von Winckler. 1854 heiratete sie den Leutnant Hubert Gustav von Tiele (1823–1893), der fortan das Oberhaupt der Familie war und die Geschäfte führte. Nach der Namen- und Wappenvereinigung 1854 lautete der Familienname von Tiele-Winckler.
Hubert von Tiele-Winckler gründete zeitnah die von seinem Schwiegervater bereits geplante Franz-von-Winckler-Stiftung zur Unterstützung der Berg- und Hüttenarbeiter.
Durch die Tätigkeit Franz von Wincklers und die Weiterführung durch dessen Erben entwickelte sich Kattowitz, das 1846 ein Dorf mit 1326 Einwohnern gewesen war, zu einer Industriesiedlung und zu einem bedeutenden Standort für Handel, Verkehr und Verwaltung. Der Ort erhielt 1865 das Stadtrecht.

## Belege
1. ↑  Joachim Stopik: Beuthen-Miechowitz/Mechtal. Laumann-Verlag, Dülmen 2008, ISBN 978-3-89960-310-1, S. 20/21.
2. ↑  Joachim Stopik: Beuthen-Miechowitz/Mechtal. Laumann-Verlag, Dülmen 2008, ISBN 978-3-89960-310-1, S. 20/27.
3. ↑  Joachim Stopik: Beuthen-Miechowitz/Mechtal. Laumann-Verlag, Dülmen 2008, ISBN 978-3-89960-310-1, S. 24.
4. ↑  Joachim Stopik: Beuthen-Miechowitz/Mechtal. Laumann-Verlag, Dülmen 2008, ISBN 978-3-89960-310-1, S. 20.
5. ↑  Joachim Stopik: Beuthen-Miechowitz/Mechtal. Laumann-Verlag, Dülmen 2008, ISBN 978-3-89960-310-1, S. 24.
6. ↑  Elisabeth Fehrenbach, Elisabeth Müller-Luckner: Adel und Bürgertum in Deutschland 1770-1848, 1994, Seite 154 (Digitalisat)
7. ↑  Genealogisches Handbuch des Adels, Adelslexikon Band XVI, Seite 243, Band 137 der Gesamtreihe GHdA, C. A. Starke, Limburg an der Lahn 2005, ISBN 978-3-7980-0837-3.
8. ↑  Joachim Stopik: Beuthen-Miechowitz/Mechtal. Laumann-Verlag, Dülmen 2008, ISBN 978-3-89960-310-1, S. 22.
9. ↑  Joachim Stopik: Beuthen-Miechowitz/Mechtal. Laumann-Verlag, Dülmen 2008, ISBN 978-3-89960-310-1, S. 27.
10. ↑  Joachim Stopik: Beuthen-Miechowitz/Mechtal. Laumann-Verlag, Dülmen 2008, ISBN 978-3-89960-310-1, S. 28.
11. ↑  Joachim Stopik: Beuthen-Miechowitz/Mechtal. Laumann-Verlag, Dülmen 2008, ISBN 978-3-89960-310-1, S. 26.

| Personendaten    | Personendaten                 |
| ---------------- | ----------------------------- |
| NAME             | Winckler, Franz von           |
| KURZBESCHREIBUNG | deutscher Montanindustrieller |
| GEBURTSDATUM     | 4. August 1803                |
| GEBURTSORT       | Tarnau                        |
| STERBEDATUM      | 6. August 1851                |